# Guerre du trône d'or
guerres anglo-ashanti
La guerre du trône d'or, également connue sous le nom de guerre de Yaa Asantewaa, troisième expédition ashanti, soulèvement ashanti ou des variantes de celles-ci, est une violente bataille dans la série de conflits entre le Royaume-Uni et l'empire ashanti (actuelle région Ashanti), un État autonome d'Afrique de l'Ouest qui coexistait avec les britanniques et ses tribus côtières vassales.
Après plusieurs guerres antérieures avec les troupes britanniques, l'empire ashanti a été de nouveau occupée par les troupes britanniques en janvier 1896. En 1900, les ashantis ont organisé un soulèvement. Les britanniques ont réprimé la violence et capturé la ville de Kumasi. Le roi traditionnel de l'empire ashanti, l'Asantehene, et ses conseillers ont été déportés. Le résultat final fut l'annexion de l'empire ashanti par les britanniques afin qu'il devienne une partie des dominions de Sa Majesté et une colonie de la Couronne britannique avec son administration entreprise par un commissaire en chef sous l'autorité du gouverneur de la Côte-de-l'Or. Ashanti a été classée comme colonie par conquête. Les ashantis ont perdu leur souveraineté mais pas l'intégrité essentielle de leur système socio-politique. En 1935, l'autodétermination limitée des ashantis a été officiellement régularisée lors de la création officielle de la Confédération Ashanti. La colonie de la Couronne d'Ashanti continue d'être administrée dans le cadre d'un plan avec la grande Côte-de-l'Or, mais est néanmoins restée une colonie de la Couronne distincte jusqu'à ce qu'elle devienne unie dans le nouveau dominion nommé Ghana en vertu du Ghana Independence Act 1957 (en).

## Trône ou tabouret d'or
Le Tabouret d’Or a longtemps symbolisé le pouvoir pour le peuple ashanti.
Le 19 mars 1901, l’homme d’État britannique David Lloyd George déclara au cours d’une session parlementaire : "La quête de Frederick Hodgson du Tabouret d’Or ressemblait à la quête du Saint Graal". Le député de Caernarfon et d’autres députés de la Chambre étaient extrêmement préoccupés par les énormes dépenses que la Chambre devait engager pour payer cette guerre. Joseph Chamberlain, alors secrétaire du ministère des Colonies, fut longuement interrogé sur la question de savoir si Frederick Hodgson avait été autorisé à subtiliser le tabouret d’or au peuple Asante, parce qu’il semblait penser que "S’il pouvait seulement prendre possession du Tabouret d’Or, il pourrait gouverner le pays pour toujours". 
Hodgson avança sur Kumasi avec une petite troupe de soldats britanniques et des supplétifs indigènes, et il y arriva le 25 mars 1900. Hodgson, en tant que représentant d’une nation puissante, reçut des honneurs traditionnels en entrant dans la ville avec des enfants chantant "God Save the Queen" à Lady Hodgson. Après être monté sur une estrade, il prononça un discours devant les dirigeants ashantis réunis. Le discours, ou le compte-rendu le plus proche qui en fut fait par un traducteur ashanti, aurait été celui-ci :
"Votre roi Prempeh I est en exil et ne reviendra pas dans le royaume ashanti. Son pouvoir et son autorité seront pris en charge par le Représentant de la Reine d’Angleterre. Les termes du Traité de paix de Fomena de 1874, qui exigeait que vous payiez le coût de la guerre de 1874, n’ont pas été oubliés. Vous devrez payer avec intérêt la somme de 160 000 £ par an. Puis il y a aussi l’affaire du Tabouret d’Or des Ashantis. Notre Reine a droit à ce tabouret ; elle doit le recevoir.
Où est le Tabouret d’Or ? Je suis le représentant du Pouvoir Suprême. Pourquoi m’avez-vous relégué à cette chaise ordinaire ? Pourquoi n’avez-vous pas profité de ma venue à Kumasi pour m’apporter le Tabouret d’Or ? Cependant, vous pouvez être certains que, même si le gouvernement n’a pas reçu le Tabouret d’or de ses mains, il se prononcera sur vous avec la même impartialité et la même équité que si vous l’aviez produit."
Le discours fut reçu en silence par l’assemblée, mais les chefs présents commencèrent les préparatifs de guerre à leur retour chez eux. Dans son livre The Golden Stool : Some Aspects of the Conflict of Cultures in Modern Africa, l’anthropologue Edwin W. Smith écrit ceci : "Un discours singulièrement stupide ! Un excellent exemple des erreurs commises par ignorance de l’esprit africain !". Gaurav Desai cite ce passage et précise que le tabouret n’était pas considéré comme un simple objet physique et symbole de puissance, mais comme une représentation métaphysique et spirituelle de l’âme du peuple ashanti dans son ensemble - ce malentendu étant le catalyseur du conflit, à un moment où les relations étaient déjà tendues.